# ليونورا أرمسترونغ
ليونورا أرمسترونغ (بالإنجليزية: Leonora Armstrong) هي ناشطة إسبرنتو أمريكية، ولدت في 23 يونيو 1895 في هدسون في الولايات المتحدة، وتوفيت في 17 أكتوبر 1980.